# Liste von Kettenfahrzeugen der Wehrmacht
Diese Liste enthält bekannte Kettenfahrzeuge der Wehrmacht.

## Bezeichnungssystematik und Nummernkreise
Für eine effiziente Beschaffung, Zuteilung, Versorgung und Wartung der Fahrzeuge wurden die Fahrzeugtypen durch Zuordnung einer Kfz.-Nr. in Klassen und Nummernkreise sortiert. In der Praxis sind wiederholt Kollisionen dieser Zuordnungen vorgekommen. Ergänzend zu dieser Liste von Kettenfahrzeugen finden sich hierzu weitere Informationen in der Liste der Sonderkraftfahrzeuge der Wehrmacht und der Liste von Radfahrzeugen der Wehrmacht.
Bezeichnungen und Abkürzungen
Die Wehrmacht nutzte zur Dokumentation und für die logistischen Aufzeichnungen ein System von Bezeichnungen für Fahrzeuge. Dieses Bezeichnungssystem erlaubte die eindeutige Identifizierung für Einzelfahrzeuge und Fahrzeuggruppen. Für viele dieser Bezeichnungen sind Abkürzungen bekannt, bei denen schon geringe Abweichungen von der normierten Schreibweise problematisch sein können. Dies gilt insbesondere auch für Leerstellen und die Groß- und Kleinschreibung von Buchstaben in diesen Bezeichnungen und Abkürzungen.

## Gepanzerte Fahrzeuge

### Panzerkampfwagen
Panzerkampfwagen war die Bezeichnung der Wehrmacht für Kampfpanzer, mit Waffen in Drehtürmen versehene und für die Panzerverbände bestimmte Vollkettenfahrzeuge.
| Kfz.-Nr.                                    | Bezeichnung                                                                          | Hauptbewaffnung                                                                                    | Baujahre                                   | Stückzahl gebaut                           | Bemerkungen | Bild                                       |
| Leichte Panzerkampfwagen (Serienfahrzeuge)  | Leichte Panzerkampfwagen (Serienfahrzeuge)                                           | Leichte Panzerkampfwagen (Serienfahrzeuge)                                                         | Leichte Panzerkampfwagen (Serienfahrzeuge) | Leichte Panzerkampfwagen (Serienfahrzeuge) | Leichte Panzerkampfwagen (Serienfahrzeuge) | Leichte Panzerkampfwagen (Serienfahrzeuge) |
| ------------------------------------------- | ------------------------------------------------------------------------------------ | -------------------------------------------------------------------------------------------------- | ------------------------------------------ | ------------------------------------------ | --- | ------------------------------------------ |
| Sd.Kfz. 101                                 | Panzerkampfwagen I Ausf. A                                                           | 2 × 7,92 mm Maschinengewehr 13                                                                     | 1934–36                                    | 1.175 + 150 Fahrgestelle                   | Fahrgestelle ohne Aufbau als Fahrschulfahrzeuge geliefert                                                                                             |                                            |
| Sd.Kfz. 101                                 | Panzerkampfwagen I Ausf. B                                                           | 2 × 7,92 mm Maschinengewehr 13                                                                     | 1935–38                                    | 399 + 442 Fahrgestelle                     | 295 Fahrgestelle ohne Aufbau als Fahrschulfahrzeuge geliefert, 147 als sog. Umsetzfahrzeuge, die Panzeraufbau älterer Panzer Ausf. A erhalten sollten |                                            |
| —                                           | Panzerkampfwagen I neuer Art (VK 6.01), sp. Panzerkampfwagen I Ausf. C               | 7,92 mm Einbauwaffe EW 141                                                                         | 1942                                       | 40                                         | Weiterentwicklung des Panzerkampfwagen I mit Schwerpunkt hohe Geschwindigkeit                                                                         |                                            |
| —                                           | Panzerkampfwagen I neuer Art, verstärkt (VK 18.01), sp. Panzerkampfwagen I Ausf. F   | 2 × 7,92 mm Maschinengewehr 34                                                                     | 1942                                       | 30                                         | Weiterentwicklung des Panzerkampfwagen I mit Schwerpunkt schwerste Panzerung, Infanteriepanzer                                                        |                                            |
| Sd.Kfz. 121                                 | Panzerkampfwagen II Ausf. a/1 bis c, A bis C, F                                      | 2 cm Kampfwagenkanone 30 L/55                                                                      | 1935–42                                    | 1.717                                      | Normalausführung des Panzerkampfwagen II (LaS 100) | Pz.Kpfw. II Ausf. c Pz.Kpfw. II Ausf. F    |
| Sd.Kfz. 121                                 | Panzerkampfwagen II Ausf. D und E                                                    | 2 cm Kampfwagenkanone 30 L/55                                                                      | 1938–39                                    | 43 + 7 Fahrgestelle                        | sog. „Schnellkampfwagen“ (LaS 138), Serienbau abgebrochen                                                                                             |                                            |
| —                                           | Panzerkampfwagen II neuer Art (VK 9.01), sp. Panzerkampfwagen II Ausf. G             | 7,92 mm Einbauwaffe EW 141                                                                         | 1941–42                                    | 45                                         | Weiterentwicklung des Panzerkampfwagen II mit Schwerpunkt hohe Geschwindigkeit                                                                        |                                            |
| —                                           | Panzerkampfwagen II neuer Art, verstärkt (VK 16.01), sp. Panzerkampfwagen II Ausf. J | 2 cm Kampfwagenkanone 38 L/55                                                                      | 1942                                       | 30                                         | Weiterentwicklung des Panzerkampfwagen II mit Schwerpunkt schwerste Panzerung, Infanteriepanzer                                                       |                                            |
| —                                           | Panzerkampfwagen 35 (t)                                                              | 3,7 cm Kampfwagenkanone 34 (t) L/40                                                                | 1935–37                                    | 219 übernommen                             | Škoda-Werkstyp S-II-a; ex LT vz. 35 der tschech. Armee                                                                                                |                                            |
| —                                           | Panzerkampfwagen 38 (t) Ausf. A bis F, S und G                                       | 3,7 cm Kampfwagenkanone 38 (t) L/47,8                                                              | 1938–42                                    | 1.406                                      | ČKD-Praga-Werkstyp TNH; Ausf. A als LT vz. 38 von der tschech., Ausf. S als Strv m/41 von der schwed. Armee bestellt                                  |                                            |
| Mittlere Panzerkampfwagen (Serienfahrzeuge) |                                                                                      | |                                            |                                            | |                                            |
| Sd.Kfz. 141                                 | Panzerkampfwagen III Ausf. A bis J                                                   | Ausf. A bis F mit 3,7 cm Kampfwagenkanone 36 L/45, Ausf. F bis J mit 5 cm Kampfwagenkanone 38 L/42 | 1936–42                                    | 2.997                                      | | Pz.Kpfw. III Ausf. D Pz.Kpfw. III Ausf. G  |
| Sd.Kfz. 141/1                               | Panzerkampfwagen III Ausf. L bis M                                                   | 5 cm Kampfwagenkanone 39 L/60                                                                      | 1941–43                                    | 1.987                                      | | Pz.Kpfw. III Ausf. L Pz.Kpfw. III Ausf. M  |
| Sd.Kfz. 141/2                               | Panzerkampfwagen III Ausf. N                                                         | 7,5 cm Kampfwagenkanone 37 L/24                                                                    | 1942–43                                    | 614                                        | |                                            |
| Sd.Kfz. 161                                 | Panzerkampfwagen IV Ausf. A bis F1                                                   | 7,5 cm Kampfwagenkanone 37 L/24                                                                    | 1936–42                                    | 1.142                                      | | Pz.Kpfw. IV Ausf. A Pz.Kpfw. IV Ausf. D    |
| Sd.Kfz. 161/1                               | Panzerkampfwagen IV Ausf. F2 und G                                                   | 7,5 cm Kampfwagenkanone 40 L/43 oder L/48                                                          | 1942–43                                    | 1.927                                      | | Pz.Kpfw. IV Ausf. F2 Pz.Kpfw. IV Ausf. G   |
| Sd.Kfz. 161/2                               | Panzerkampfwagen IV Ausf. H und J                                                    | 7,5 cm Kampfwagenkanone 40 L/48                                                                    | 1943–45                                    | ca. 5.484                                  | | Pz.Kpfw. IV Ausf. H Pz.Kpfw. IV Ausf. J    |
| Sd.Kfz. 171                                 | Panzerkampfwagen V »Panther« Ausf. D, A, G                                           | 7,5 cm Kampfwagenkanone 42 L/70                                                                    | 1943–45                                    | ca. 6.003                                  | | Pz.Kpfw. V Ausf. D Pz.Kpfw. V Ausf. G      |
| Schwere Panzerkampfwagen (Serienfahrzeuge)  |                                                                                      | |                                            |                                            | |                                            |
| Sd.Kfz. 181                                 | Panzerkampfwagen VI »Tiger« Ausf. E                                                  | 8,8 cm Kampfwagenkanone 36 L/56                                                                    | 1942–44                                    | 1.346                                      | |                                            |
| Sd.Kfz. 182                                 | Panzerkampfwagen VI »Tiger II« Ausf. B                                               | 8,8 cm Kampfwagenkanone 43 L/71                                                                    | 1943–45                                    | 489                                        | sog. „Königstiger“ |                                            |
| Prototypen und Projekte (Auswahl)           |                                                                                      | |                                            |                                            | |                                            |
| —                                           | Großtraktor                                                                          | 7,5 cm Kampfwagenkanone L/24                                                                       | 1928–29                                    | 5 Prototypen                               | Panzerentwicklungen der Reichswehr |                                            |
| —                                           | Leichttraktor                                                                        | 3,7 cm Kampfwagenkanone                                                                            | 1930                                       | 4 Prototypen                               | Panzerentwicklungen der Reichswehr |                                            |
| —                                           | Neubaufahrzeug                                                                       | 3,7 cm Kampfwagenkanone L/45 und 7,5 cm Kampfwagenkanone L/24                                      | 1934–35                                    | 5 Prototypen                               | |                                            |
| —                                           | Panzerkampfwagen VK 30.02 (DB)                                                       | 7,5 cm Kampfwagenkanone 42 L/70                                                                    | 1942                                       | mind. 1 Wanne                              | Konkurrenzentwurf von Daimler-Benz zum MAN-Entwurf »Panther«                                                                                          |                                            |
| Sd.Kfz. 171                                 | Panzerkampfwagen V »Panther« Ausf. F                                                 | 7,5 cm Kampfwagenkanone 44 L/70                                                                    | 1944–45                                    | 2 Prototypen                               | |                                            |
| Sd.Kfz. 172                                 | Panzerkampfwagen V »Panther II«                                                      | 7,5 cm Kampfwagenkanone 42 L/70                                                                    | 1943                                       | 1 Fahrgestell                              | |                                            |
| —                                           | VK 45.01 (P)                                                                         | 8,8 cm Kampfwagenkanone 36 L/56                                                                    | 1942                                       | 10 + 90 Fahrgestelle                       | sog. „Porsche-Tiger“; Fahrgestelle für den Bau des Panzerjägers Tiger (P) »Ferdinand« aufgebraucht                                                    |                                            |
| —                                           | VK 70.01                                                                             | | —                                          | —                                          | Projekt, sog. „Panzerkampfwagen VII Löwe“ |                                            |
| —                                           | Panzerkampfwagen »Maus«                                                              | 7,5 cm Kampfwagenkanone 44 L/36,5 und 12,8 cm Kampfwagenkanone 44 L/55                             | 1943–44                                    | 2 Prototypen                               | |                                            |
| —                                           | Panzerkampfwagen E-50                                                                | | —                                          | —                                          | Projekt, geplanter Ersatz für den »Panther« |                                            |
| —                                           | Panzerkampfwagen E-75                                                                | | —                                          | —                                          | Projekt, geplanter Ersatz für den »Tiger II« |                                            |
| —                                           | Panzerkampfwagen E-100                                                               | 7,5 cm Kampfwagenkanone 44 L/36,5 und 12,8 cm Kampfwagenkanone 44 L/55                             | 1945?                                      | 1 Wanne                                    | |                                            |

### Sturmgeschütze
Sturmgeschütze waren vornehmlich zum Kampf gegen Infanterieziele und Feldbefestigungen konzipierte und daher mit großkalibrigen kurzrohrigen Waffen bestückte turmlose Vollkettenfahrzeuge. Im Laufe des Zweiten Weltkriegs entwickelten sie sich durch Ausstattung mit Panzerabwehrgeschützen immer mehr hin zu Jagdpanzern.
| Kfz.-Nr.       | Bezeichnung                                                                                             | Hauptbewaffnung                       | Baujahre      | Stückzahl gebaut                      | Bemerkungen                                                                                          | Bild                                |
| -------------- | --- | ------------------------------------- | ------------- | ------------------------------------- | --- | ----------------------------------- |
| Sd.Kfz. 142    | Gepanzerte Selbstfahrlafette für Sturmgeschütz 7,5 cm Kanone Ausf. A bis E – »Sturmgeschütz III«        | 7,5 cm Sturmkanone 37 L/24            | 1937, 1940–42 | 5 Versuchsserie + 840                 | Fahrgestell des Panzerkampfwagen III                                                                 | StuG III Ausf. C StuG III Ausf. E   |
| Sd.Kfz. 142/1  | Gepanzerte Selbstfahrlafette für Sturmgeschütz 7,5-cm-Sturmkanone 40 Ausf. F und G – »Sturmgeschütz 40« | 7,5 cm Sturmkanone 40 L/43 oder L/48  | 1942–45       | ca. 9.040 + 1 Prototyp + 173 Umbauten | Fahrgestell des Panzerkampfwagen III                                                                 | StuG III Ausf. F/8 StuG III Ausf. G |
| Sd.Kfz. 142/2  | 10,5-cm-Sturmhaubitze 42 – »Sturmhaubitze 42«                                                           | 10,5 cm Sturmhaubitze 42 L/28         | 1942–45       | ca. 1.300 + 1 Prototyp                | Fahrgestell des Panzerkampfwagen III                                                                 |                                     |
| —              | Sturminfanteriegeschütz 33B                                                                             | 15 cm Sturminfanteriegeschütz 33 L/11 | 1941–42       | 24 Umbauten                           | Fahrgestell des Panzerkampfwagen III                                                                 |                                     |
| Sd.Kfz. 166    | Sturmpanzer IV – sog. „Brummbär“                                                                        | 15 cm Sturmhaubitze 43 L/12           | 1943–45       | 298 + 8 Umbauten                      | Fahrgestell des Panzerkampfwagen IV                                                                  | frühe Ausführung späte Ausführung   |
| Sd.Kfz. 167    | Sturmgeschütz IV                                                                                        | 7,5 cm Sturmkanone 40 L/48            | 1943–45       | 1.108 + 31 Umbauten                   | Fahrgestell des Panzerkampfwagen IV                                                                  |                                     |
| —              | 38-cm-RW61 auf Sturmmörser Tiger – »Sturmtiger«                                                         | 38 cm Sturmmörser 61 L/5,4            | 1944          | 18 Umbauten                           | Fahrgestell des Panzerkampfwagen VI                                                                  |                                     |
| Beutefahrzeuge | |                                       |               |                                       | |                                     |
| —              | Sturmgeschütz M 40 (i) Sturmgeschütz M 41 (i)                                                           | 75 mm L/18 Modello 34                 |               |                                       | Semovente M 40 da 75/18 und Semovente M 41 da 75/18 Fahrgestell des Carro Armato M/13-40 und M/14/41 |                                     |
| —              | Sturmgeschütz M 42 (i) Sturmgeschütz M 43 (i)                                                           | 75 mm L/34 Modello 37                 |               |                                       | Semovente M 42 da 75/34 und Semovente M 43 da 75/34 Fahrgestell des Carro Armato M/15/42             |                                     |
| —              | Sturmgeschütz M 43 (i)                                                                                  | 75 mm L/46 Modello 34                 |               |                                       | Semovente M 43 da 75/46 Fahrgestell des Carro Armato M/15/42                                         |                                     |
| —              | Sturmgeschütz M 43 (i)                                                                                  | 105 mm L/25 Modello 43                |               |                                       | Semovente M 43 da 105/25 Fahrgestell des Carro Armato M/15/42                                        |                                     |
| —              | Sturmgeschütz M 43 (i)                                                                                  | 150 mm L/42 Modello 35                |               |                                       | Semovente M 43 da 15/42 Fahrgestell des Carro Armato M/15/42                                         |                                     |

### Panzerjäger
Als Panzerjäger bezeichnete die Wehrmacht Fahrzeuge, die aus einer (meist von obsoleten Panzerkampfwagen übernommenen) Selbstfahrlafette und einem darauf montierten, leicht umpanzerten Panzerabwehrgeschütz bestanden. Sie entstanden in Masse erst während des Deutsch-Sowjetischen Krieges aus dem Zwang, die Panzerabwehr mobil zu machen, und wurden zum Ende des Krieges hin zunehmend von Jagdpanzern abgelöst.
| Kfz.-Nr.                          | Bezeichnung                                                                                                 | Hauptbewaffnung                        | Baujahre | Stückzahl gebaut       | Bemerkungen                                                                                    | Bild                       |
| --------------------------------- | --- | -------------------------------------- | -------- | ---------------------- | ---------------------------------------------------------------------------------------------- | -------------------------- |
| —                                 | 4,7-cm-PaK (t) (Sf) auf Panzerkampfwagen I Ausf. B – »Panzerjäger I«                                        | 4,7 cm Panzerjägerkanone 36 (t) L/43,4 | 1940–41  | 202 Umbauten           | Fahrgestell des Panzerkampfwagen I Ausf. B, zwei verschiedene Aufbautypen von Alkett und Škoda | Bauart Alkett Bauart Škoda |
| —                                 | 5-cm-PaK 38 L/60 auf Fahrgestell Panzerkampfwagen II (Sf)                                                   | 5 cm Panzerjägerkanone 38 L/60         | um 1942  | min. 1 Umbau           | Fahrgestell des Panzerkampfwagen II Ausf. A, B oder C, improvisierter Feldumbau                |                            |
| Sd.Kfz. 131                       | 7,5-cm-PaK 40/2 auf Fahrgestell Panzerkampfwagen II (Sf) – »Marder II«                                      | 7,5 cm Panzerjägerkanone 40/2 L/46     | 1942–43  | 533 + ca. 130 Umbauten | Fahrgestell des Panzerkampfwagen II Ausf. c, A, B, C, F                                        |                            |
| Sd.Kfz. 132                       | Panzer-Selbstfahrlafette 1 für 7,62-cm-PaK 36 (r) auf Fahrgestell Panzerkampfwagen II Ausf. D – »Marder II« | 7,62 cm Panzerjägerkanone 36 L/51,2    | 1942–43  | 150                    | Fahrgestell des Panzerkampfwagen II Ausf. D und E                                              |                            |
| Sd.Kfz. 138                       | 7,5-cm-PaK 40/3 auf Panzerkampfwagen 38 (t) Ausf. H – »Marder III«                                          | 7,5 cm Panzerjägerkanone 40/3 L/46     | 1942–43  | 275 + 175 Umbauten     | Fahrgestell des Panzerkampfwagen 38(t)                                                         | Marder III Ausf. H         |
| Sd.Kfz. 138                       | Panzerjäger 38 (t) mit 7,5-cm-PaK 40/3 Ausf. M – »Marder III «                                              | 7,5 cm Panzerjägerkanone 40/3 L/46     | 1943–44  | 942                    | Fahrgestell Geschützwagen 38(t) mit nach vorne verlegtem Motor                                 |                            |
| Sd.Kfz. 139                       | Panzer-Selbstfahrlafette 2 für 7,62-cm-PaK 36 (r) auf Fahrgestell Panzerkampfwagen 38 (t) – »Marder III«    | 7,62 cm Panzerjägerkanone 36 L/51,2    | 1942–43  | 344                    | Fahrgestell des Panzerkampfwagen 38(t)                                                         |                            |
| Sd.Kfz. 164                       | 8,8-cm-PaK 43/1 (L/71) auf Geschützwagen III/IV (Sf) – »Hornisse«, später »Nashorn«                         | 8,8 cm Panzerjägerkanone 43/1 L/71     | 1943–45  | 494                    | Fahrgestell Geschützwagen III/IV mit nach vorne verlegtem Motor                                |                            |
| Prototypen und Projekte (Auswahl) | |                                        |          |                        |                                                                                                |                            |
| —                                 | Panzer-Selbstfahrlafette 1a/5-cm-Pak 38 auf gepanzertem Munitionsschlepper                                  | 5 cm Panzerabwehrkanone 38 L/60        | 1941     | 2 Prototypen           | Fahrgestell des gepanzerten Munitionsschleppers Borgward B III (VK 3.02)                       |                            |
| —                                 | Panzer-Selbstfahrlafette 1c/5-cm-Pak 38 auf Panzerkampfwagen II (VK 9.01)                                   | 5 cm Panzerabwehrkanone 38 L/60        | 1942     | 2 Prototypen           | Fahrgestell des VK 9.01                                                                        |                            |
| —                                 | 10,5-cm-K 18 auf Panzer-Selbstfahrlafette IVa – sog. „Dicker Max“                                           | 10,5 cm Kanone 18 L/52                 | 1941     | 2 Prototypen           | Fahrgestell des Panzerkampfwagen IV                                                            |                            |
| —                                 | 12,8-cm-Selbstfahrlafette L/61 (Panzerselbstfahrlafette V) – sog. „Sturer Emil“                             | 12,8 cm Kanone 40 L/61                 | 1941–42  | 2 Prototypen           | Fahrgestell des VK 30.01 (H)                                                                   |                            |
| —                                 | Leichter Einheitswaffenträger für 8,8-cm-PaK 43/3 (Ardelt)                                                  | 8,8 cm Panzerabwehrkanone 43/3 L/71    | 1945     | ca. 7–10 Prototypen    |                                                                                                |                            |
| Umgebaute Beutefahrzeuge          | |                                        |          |                        |                                                                                                |                            |
| —                                 | 4,7-cm-PaK 36 (t) auf Panzerkampfwagen 35R (f) ohne Turm                                                    | 4,7 cm Panzerjägerkanone 36 (t) L/43,4 | 1941     | 174 Umbauten           | Fahrgestell des Renault R-35                                                                   |                            |
| Sd.Kfz. 135                       | 7,5-cm-PaK 40/1 auf Geschützwagen Lorraine-Schlepper (f) – »Marder I«                                       | 7,5 cm Panzerjägerkanone 40/1 L/46     | 1942     | 170 Umbauten           | Fahrgestell des Lorraine 37L                                                                   |                            |
| —                                 | 7,5-cm-PaK 40 (Sf) auf Geschützwagen 39H (f) – »Marder I«                                                   | 7,5 cm Panzerjägerkanone 40 L/46       | 1942–43  | 60 Umbauten            | Fahrgestell des Hotchkiss H-39                                                                 |                            |
| —                                 | 7,5-cm-Pak 40 (Sf) auf Geschützwagen FCM (f) – »Marder I«                                                   | 7,5 cm Panzerjägerkanone 40 L/46       | 1943     | 36 Umbauten            | Fahrgestell des FCM 36                                                                         |                            |

### Jagdpanzer
Jagdpanzer sind vornehmlich zum Kampf gegen andere Panzer aus dem Hinterhalt bestimmte Fahrzeuge. Sie waren als turmlose, mit Panzerabwehrgeschützen ausgestattete Kasemattpanzer ausgeführt. In ihnen flossen ab 1943 die Entwicklungslinien des Sturmgeschützes und des Panzerjägers ineinander.
| Kfz.-Nr.                | Bezeichnung                                                                                           | Hauptbewaffnung                                                                      | Baujahre | Stückzahl gebaut            | Bemerkungen                                                                                          | Bild                  |
| ----------------------- | --- | ------------------------------------------------------------------------------------ | -------- | --------------------------- | --- | --------------------- |
| Sd.Kfz. 138/2           | Jagdpanzer 38 – sog. „Hetzer“                                                                         | 7,5 cm Panzerjägerkanone 39 L/48                                                     | 1944–45  | ca. 2.632                   | verbreitertes Fahrgestell des Panzerkampfwagen 38(t)                                                 |                       |
| Sd.Kfz. 162             | Jagdpanzer IV, urspr. Sturmgeschütz neuer Art mit 7,5-cm-PaK L/48 auf Fahrgestell Panzerkampfwagen IV | 7,5 cm Panzerjägerkanone 39 L/48                                                     | 1944     | 769                         | Fahrgestell des Panzerkampfwagen IV, Aufbau VOMAG                                                    |                       |
| Sd.Kfz. 162/1           | Panzer IV/70 (V)                                                                                      | 7,5 cm Panzerjägerkanone 42 L/70                                                     | 1944–45  | 930                         | Fahrgestell des Panzerkampfwagen IV, Aufbau VOMAG                                                    |                       |
| Sd.Kfz. 162/1           | Panzer IV/70 (A)                                                                                      | 7,5 cm Panzerjägerkanone 42 L/70                                                     | 1944–45  | 277                         | Fahrgestell des Panzerkampfwagen IV, Aufbau Alkett                                                   |                       |
| Sd.Kfz. 173             | Jagdpanther                                                                                           | 8,8 cm PaK 43/3 L/71                                                                 | 1944–45  | ca. 413                     | Fahrgestell des Panzerkampfwagen V Panther                                                           |                       |
| Sd.Kfz. 184             | Panzerjäger »Tiger P« für 8,8-cm-PaK 43/2 (Sf) – »Ferdinand«, sp. »Elefant«                           | 8,8 cm Panzerjägerkanone 43/3 L/71                                                   | 1943     | 90 + 1 Prototyp             | Fahrgestell des VK 45.01 (P) („Porsche-Tiger“), nach kampfwertsteigerndem Umbau umbenannt in Elefant | »Ferdinand« »Elefant« |
| Sd.Kfz. 186             | Jagdtiger                                                                                             | 12,8 cm Panzerabwehrkanone 44 L/55 einige wenige: 8,8 cm Panzerjägerkanone 43/1 L/71 | 1944–45  | ca. 85                      | Fahrgestell des Panzerkampfwagen VI Tiger II                                                         |                       |
| Prototypen und Projekte | |                                                                                      |          |                             | |                       |
| —                       | Jagdpanzer 38 (starr)                                                                                 | 7,5 cm Panzerjägerkanone 39/1 Starr L/48                                             | 1944–45  | 4 Prototypen + 10 Nullserie | verbreitertes Fahrgestell des Panzerkampfwagen 38(t), Kanone ohne Rücklaufvorrichtung                |                       |
| —                       | Jagdpanzer 38 (D)                                                                                     | 7,5 cm Panzerjägerkanone 39/1 Starr L/48                                             | 1945 (?) | Prototypen (?)              | verbreitertes Fahrgestell des Panzerkampfwagen 38(t), Kanone ohne Rücklaufvorrichtung, Dieselmotor   |                       |
| —                       | Jagdpanzer E-10                                                                                       | 7,5 cm Panzerjägerkanone 39/1 L/48                                                   | —        | —                           | Projekt, geplanter Ersatz für den Jagdpanzer 38                                                      |                       |
| —                       | Jagdpanzer E-25                                                                                       | 7,5 cm Panzerjägerkanone 40 L/70                                                     | —        | —                           | Projekt, geplanter Ersatz für den Panzer IV/70                                                       |                       |

### Panzerartillerie
| Kfz.-Nr.                 | Bezeichnung                                                                       | Hauptbewaffnung                           | Baujahre  | Stückzahl gebaut            | Bemerkungen                                                                                              | Bild                                |
| ------------------------ | --------------------------------------------------------------------------------- | ----------------------------------------- | --------- | --------------------------- | --- | ----------------------------------- |
| —                        | 15-cm-sIG 33 (Sf) auf Panzerkampfwagen I Ausf. B                                  | 15 cm schweres Infanteriegeschütz 33 L/11 | 1940      | 38 Umbauten                 | Fahrgestell des Panzerkampfwagen I Ausführung B                                                          |                                     |
| —                        | 15-cm-sIG 33 auf Fahrgestell Panzerkampfwagen II (Sf)                             | 15 cm schweres Infanteriegeschütz 33 L/11 | 1940/41   | 12 Umbauten + 1 Prototyp    | Prototyp unverändertes, Kleinserie um ein Laufrad verlängertes Fahrgestell des Panzerkampfwagen II       |                                     |
| Sd.Kfz. 138/1            | 15-cm-sIG 33 (Sf) auf Panzerkampfwagen 38 (t) Ausf. H – »Grille«                  | 15 cm schweres Infanteriegeschütz 33 L/11 | 1943      | 90 + 1 Prototyp             | Fahrgestell des Panzerkampfwagen 38(t)                                                                   |                                     |
| Sd.Kfz. 138/1            | 15-cm-sIG 33/1 auf Selbstfahrlafette 38(t) (Sf) Ausf. K – »Grille«                | 15 cm schweres Infanteriegeschütz 33 L/11 | 1943–45   | 193 + 93 Munitionsträger    | Fahrgestell Geschützwagen 38(t) mit nach vorne verlegtem Motor, Munitionsträger baugleich ohne Geschütz  |                                     |
| Sd.Kfz. 124              | leichte Feldhaubitze 18/2 (Sf) auf Geschützwagen II (Sd.Kfz. 124) – »Wespe«       | 10,5 cm leichte Feldhaubitze 18 L/28      | 1943–1944 | 676 + 159 Munitionsträger   | Fahrgestell Geschützwagen II mit nach vorne verlegtem Motor, Munitionsträger baugleich ohne Geschütz     |                                     |
| Sd.Kfz. 165              | schwere Feldhaubitze 18/1 (Sf) auf Geschützwagen IV (Sd.Kfz. 165) – »Hummel«      | 15 cm schwere Feldhaubitze 18/1 L/28      | 1943–45   | 705 + 157 Munitionsträger   | Fahrgestell Geschützwagen III/IV mit nach vorne verlegtem Motor, Munitionsträger baugleich ohne Geschütz |                                     |
| —                        | 10,5-cm-leFH 18/40 (Sf) auf Fahrgestell Hummel – »Hummel-Wespe«                   | 10,5 cm leichte Feldhaubitze 18/40 L/28   | 1944      | 10                          | Fahrgestell Geschützwagen III/IV mit nach vorne verlegtem Motor                                          |                                     |
| —                        | Schwerer Mörser „Karl“ Gerät 040 (60 cm) bzw. Gerät 041 (54 cm), auch »Karlgerät« | 60 cm Mörser 54 cm Mörser                 | 1940–1941 | 7                           | | Gerät 040 (60 cm) Gerät 041 (54 cm) |
| Prototypen und Projekte  |                                                                                   |                                           |           |                             | |                                     |
| Sd.Kfz. 165/1            | Geschützwagen IV b für 10,5 cm leFH 18/1 (SF)                                     | 10,5 cm leichte Feldhaubitze 18/1 L/28    | 1940–1942 | 2 Prototypen + 10 Nullserie | Fahrgestell des Panzerkampfwagen IV                                                                      |                                     |
| —                        | 10,5cm leFH 18/6 (Sf) auf Gw III/IV Heuschrecke IVb                               | 10,5 cm leichte Feldhaubitze 18/1 L/28    | 1943      | 1 Prototyp                  | Fahrgestell des Panzerkampfwagen IV                                                                      |                                     |
| —                        | 10,5-cm-le.FH 18/40/2 (Sf) auf GW III/IV                                          | 10,5 cm leichte Feldhaubitze 18/40/2 L/28 | 1944      | 1 Prototyp                  | Fahrgestell des Panzerkampfwagen IV                                                                      |                                     |
| Umgebaute Beutefahrzeuge |                                                                                   |                                           |           |                             | |                                     |
| —                        | 10,5-cm-leFH auf Gw Mk VI (e)                                                     | 10,5 cm leichte Feldhaubitze 16 L/22      | 1940      | 12 Umbauten                 | Fahrgestell des Light Tank Mk VI                                                                         |                                     |
| —                        | 15-cm-sFH auf Gw Mk VI (e)                                                        | 15 cm schwere Feldhaubitze 13 L/17        | 1940      | 6 Umbauten                  | Fahrgestell des Light Tank Mk VI                                                                         |                                     |
| —                        | 10,5-cm-leFH 18/3 auf Gw B 2 (f)                                                  | 10,5-cm-leichte Feldhaubitze 18/3 L/28    | 1941      | 18 Umbauten                 | Fahrgestell des Char B1 bis                                                                              |                                     |
| —                        | leichte Feldhaubitze 18/3 (Sf.) auf Gw. Lorraine (f)                              | 10,5-cm-leichte Feldhaubitze 18/4 L/28    | 1942      | 24 Umbauten                 | Fahrgestell des Lorraine 37L                                                                             |                                     |
| Sd.Kfz. 135/1            | schwere Feldhaubitze 13/1 (Sf.) auf Gw. Lorraine (f) (Sd. Kfz. 135/1)             | 15 cm schwere Feldhaubitze 13 L/17        | 1942      | 95 Umbauten                 | Fahrgestell des Lorraine 37L                                                                             |                                     |
| —                        | 10,5-cm-leFH 16 auf Gw 38 H (f)                                                   | 10,5 cm leichte Feldhaubitze 16 L/22      | 194x      | ca. 6 Umbauten              | Fahrgestell des Hotchkiss H-39                                                                           |                                     |
| —                        | 10,5-cm-leFH 18/40 auf Gw 38 H (f)                                                | 10,5 cm leichte Feldhaubitze 18/40 L/28   | 1942      | ca. 18 Umbauten             | Fahrgestell des Hotchkiss H-39                                                                           |                                     |
| —                        | 10,5-cm-leFH 16 auf Gw FCM (f)                                                    | 10,5 cm leichte Feldhaubitze 16 L/22      | 1942      | 24 Umbauten                 | Fahrgestell des FCM 36                                                                                   |                                     |

### Flakpanzer
Die mit Flugabwehrkanonen bewaffneten Flakpanzer der Wehrmacht entwickelten sich angesichts der im Laufe des Krieges immer massiver werdenden alliierten Luftüberlegenheit von leicht umpanzerten Flak-Selbstfahrlafetten hin zu echten Flugabwehrpanzern mit geschlossenem Drehturm.
| Kfz.-Nr.                          | Bezeichnung                | Hauptbewaffnung                                                    | Baujahre | Stückzahl gebaut | Bemerkungen                                                            | Bild |
| --------------------------------- | -------------------------- | ------------------------------------------------------------------ | -------- | ---------------- | ---------------------------------------------------------------------- | ---- |
| —                                 | Flakpanzer I               | 2 cm Flugzeugabwehrkanone 38 L/65                                  | 1940     | 24 Umbauten      | Fahrgestell des Panzerkampfwagen I Ausf. A                             |      |
| Sd.Kfz. 140                       | Flakpanzer 38 Ausf. L      | 2 cm Flugzeugabwehrkanone 38 L/65                                  | 1943–44  | 141              | Fahrgestell des Panzerkampfwagen 38(t)                                 |      |
| Sd.Kfz. 161/3                     | Flakpanzer IV »Möbelwagen« | 3,7 cm Flugzeugabwehrkanone 43 L/57                                | 1944–45  | 240              | Fahrgestell des Panzerkampfwagen IV                                    |      |
| Sd.Kfz. 161/4                     | Flakpanzer IV »Wirbelwind« | 2 cm Flakvierling 38 L/65                                          | 1944–45  | 100 Umbauten     | Fahrgestell des Panzerkampfwagen IV                                    |      |
| —                                 | Flakpanzer IV »Ostwind«    | 3,7 cm Flugzeugabwehrkanone 43 L/57                                | 1944–45  | 7 + 22 Umbauten  | Fahrgestell des Panzerkampfwagen IV                                    |      |
| Prototypen und Projekte (Auswahl) |                            |                                                                    |          |                  |                                                                        |      |
| —                                 | Flakpanzer III             | 2 cm Flakvierling 38 L/65 oder 3,7 cm Flugzeugabwehrkanone 43 L/57 | 1945 ?   | Prototypen ?     | Fahrgestell des Panzerkampfwagen III mit Wirbelwind- bzw. Ostwind-Turm |      |
| —                                 | Flakpanzer IV »Kugelblitz« | 2 × 3 cm Flugzeugabwehrkanone 103/38                               | 1945     | 2 Prototypen     | Fahrgestell des Panzerkampfwagen IV                                    |      |
| —                                 | Flakpanzer »Coelian«       | 3,7 cm Flakzwilling 341                                            | —        | —                | Projekt, Fahrgestell des Panzerkampfwagen V »Panther«                  |      |

### Spähpanzer
Als Spähpanzer ließ die Wehrmacht schnelle, leicht gepanzerte Folgeversionen der leichten Panzerkampfwagen I, II, 35 (t) und 38(t) entwickeln, die sich aber nicht gegen die bei den Panzeraufklärungsverbänden eingesetzten Rad- und Halbkettenfahrzeuge durchsetzen konnten, und folglich nicht über das Kleinserien- bzw. Prototypstadium hinauskamen.
| Kfz.-Nr.      | Bezeichnung                                                 | Hauptbewaffnung                 | Baujahre | Stückzahl gebaut | Bemerkungen                           | Bild |
| ------------- | ----------------------------------------------------------- | ------------------------------- | -------- | ---------------- | ------------------------------------- | ---- |
| Sd.Kfz. 123   | Panzerkampfwagen II Ausf. L, sp. Panzerspähwagen II »Luchs« | 2 cm Kampfwagenkanone 38 L/65   | 1942–44  | 100              |                                       |      |
| —             | Gefechtsfeldaufklärer »Leopard« (VK 16.02)                  | 5 cm Kampfwagenkanone 39/1 L/60 | —        | —                | Projekt                               |      |
| Sd.Kfz. 140/1 | Aufklärungspanzerwagen 38                                   | 2 cm Kampfwagenkanone 30 L/55   | 1944     | 70               | Variante des Panzerkampfwagens 38 (t) |      |

### Schützenpanzerwagen
Schützenpanzerwagen waren die Kampffahrzeuge der mechanisierten Infanterie. Zum Kriegseinsatz kamen nur leicht gepanzerte Mannschaftstransportwagen auf den Fahrgestellen des 1- bzw. 3-Tonner-Zugkraftwagens (Halbkettenfahrzeuge). Bei Kriegsende waren entsprechende Vollkettenfahrzeuge in Entwicklung.
| Kfz.-Nr.                | Bezeichnung                          | Hauptbewaffnung | Baujahre  | Stückzahl gebaut       | Bemerkungen                                               | Bild                                    |
| ----------------------- | ------------------------------------ | --------------- | --------- | ---------------------- | --------------------------------------------------------- | --------------------------------------- |
| Sd.Kfz. 250             | Leichter Schützenpanzerwagen         |                 | 1941–1945 | ca. 7500               | Fahrgestell des leichten Zugkraftwagen 1 t (Sd.Kfz. 10)   | Sd.Kfz. 250 Ausf. A                     |
| Sd.Kfz. 251             | Mittlerer Schützenpanzerwagen        |                 | 1938–1945 | 15.252                 | Fahrgestell des mittleren Zugkraftwagen 3 t (Sd. Kfz. 11) | Sd.Kfz. 251 Ausf. A Sd.Kfz. 251 Ausf. C |
| Prototypen und Projekte |                                      |                 |           |                        |                                                           |                                         |
| —                       | Mannschaftstransportwagen »Kätzchen« |                 | 1944      | 2 unfertige Prototypen | Fahrgestell des Panzerkampfwagen 38(t)                    |                                         |

### Sonderbauarten
- VK 28.01 (Prototyp standardisierter Mehrzweckpanzer)

#### Befehlspanzer
Zusätzlich zu den Fahrzeugen in der Tabelle wurden zum Teil auch ausländische Fahrzeuge eingesetzt:
| Kfz.-Nr.                            | Bezeichnung                      | Hauptbewaffnung | Baujahre  | Stückzahl gebaut | Bemerkungen | Bild                                           |
| ----------------------------------- | -------------------------------- | --- | --------- | ---------------- | --- | ---------------------------------------------- |
| Sd.Kfz. 265                         | Kleiner Panzerbefehlswagen       | 7,92 mm Maschinengewehr 34                                                                                              | 1935–1937 | 200              | Fahrgestell des Panzerkampfwagen I Ausf. B |                                                |
| —                                   | Panzerbefehlswagen 35 (t)        | 3,7 cm Kampfwagenkanone 34 (t) L/40                                                                                     |           |                  | Panzerkampfwagen 35(t) mit erweiterter Funkaustattung |                                                |
| —                                   | Panzerbefehlswagen 38 (t)        | 3,7 cm Kampfwagenkanone 38 (t) L/47,8                                                                                   |           |                  | Panzerkampfwagen 38(t) mit erweiterter Funkaustattung |                                                |
| Sd.Kfz. 266 Sd.Kfz. 267 Sd.Kfz. 268 | Panzerbefehlswagen III           | je nach Ausführung mit 7,92 mm Maschinengewehr 34 oder 5 cm Kampfwagenkanone 38 L/42 oder 5 cm Kampfwagenkanone 38 L/60 |           |                  | Panzerkampfwagen III mit erweiterter Funkaustattung, die Sd.Kfz.Nr. ergibt sich aus den verbauten Funkgeräten. Die nur mit einem MG im festgelegten Turm bewaffneten Panzerbefehlswagen der ersten Serien erhielten zur Tarnung eine Kanonenattrappe. | Pz.Bef.Wg. III Ausf. D1 Pz.Bef.Wg. III Ausf. F |
| Sd.Kfz. 266 Sd.Kfz. 267 Sd.Kfz. 268 | Panzerbefehlswagen IV            | 7,5 cm Kampfwagenkanone 40 L/48                                                                                         |           |                  | Panzerkampfwagen IV mit erweiterter Funkaustattung, die Sd.Kfz.Nr. ergibt sich aus den verbauten Funkgeräten. |                                                |
| Sd.Kfz. 267 Sd.Kfz. 268             | Panzerbefehlswagen V »Panther«   | 7,5 cm Kampfwagenkanone 42 L/70                                                                                         |           |                  | Panther mit erweiterter Funkaustattung, die Sd.Kfz.Nr. ergibt sich aus den verbauten Funkgeräten. |                                                |
| Sd.Kfz. 267 Sd.Kfz. 268             | Panzerbefehlswagen VI »Tiger«    | 8,8 cm Kampfwagenkanone 36 L/56                                                                                         |           |                  | Tiger mit erweiterter Funkaustattung, die Sd.Kfz.Nr. ergibt sich aus den verbauten Funkgeräten. |                                                |
| Sd.Kfz. 267 Sd.Kfz. 268             | Panzerbefehlswagen VI »Tiger II« | 8,8 cm Kampfwagenkanone 43 L/71                                                                                         |           |                  | Tiger II mit erweiterter Funkaustattung, die Sd.Kfz.Nr. ergibt sich aus den verbauten Funkgeräten. |                                                |

#### Beobachtungspanzer
| Kfz.-Nr.    | Bezeichnung                | Hauptbewaffnung | Baujahre | Stückzahl gebaut | Bemerkungen | Bild |
| ----------- | -------------------------- | --------------- | -------- | ---------------- | ----------- | ---- |
| Sd.Kfz. 254 | Beobachtungspanzer RK 7    |                 |          |                  |             |      |
| Sd.Kfz. 143 | Beobachtungspanzer III     |                 |          |                  |             |      |
|             | Beobachtungspanzer IV      |                 |          |                  |             |      |
| Sd.Kfz. 267 | Beobachtungspanzer Panther |                 |          |                  |             |      |

#### Flammpanzer
| Kfz.-Nr.      | Bezeichnung                             | Hauptbewaffnung | Baujahre | Stückzahl gebaut | Bemerkungen                                            | Bild |
| ------------- | --------------------------------------- | --------------- | -------- | ---------------- | ------------------------------------------------------ | ---- |
| Sd.Kfz. 122   | Panzerkampfwagen II (Fl), Ausf. A und B |                 | 1940–42  | 151, z. T. Umbau | auf Basis Panzerkampfwagen II Ausf. D, sog. „Flamingo“ |      |
| Sd.Kfz. 141/3 | Panzerkampfwagen III (Fl)               |                 | 1943     | 100              | auf Basis Panzerkampfwagen III Ausf. M                 |      |
|               | Flammpanzer 38                          |                 | 1944     | 20 Umbau         | auf Basis Jagdpanzer 38, sog. „Flammpanzer Hetzer“     |      |
|               | Flammwagen auf Panzerkampfwagen B2 (f)  |                 |          | ca. 60 Umbau     | auf Basis Char B1 bis                                  |      |

#### Munitionspanzer
| Kfz.-Nr.    | Bezeichnung                                                | Hauptbewaffnung | Baujahre | Stückzahl gebaut | Bemerkungen                                                                                     | Bild |
| ----------- | ---------------------------------------------------------- | --------------- | -------- | ---------------- | ----------------------------------------------------------------------------------------------- | ---- |
| Sd.Kfz. 111 | Munitionspanzer I                                          |                 |          | 51               | Fahrgestell des Panzerkampfwagen I Ausf. A und B, u. a. bei Sturmgeschützabteilungen im Einsatz |      |
|             | Munitionspanzer III                                        |                 |          |                  | Fahrgestell des Panzerkampfwagen III                                                            |      |
|             | Munitionspanzer IV                                         |                 |          |                  | Fahrgestell des Panzerkampfwagen IV                                                             |      |
|             | Munitionsschlepper auf Fahrgestell PzKpfw 38 (t)           |                 |          |                  | Fahrgestell des Panzerkampfwagen 38 (t)                                                         |      |
|             | Munitionspanzer 38(t) Ausf. K                              |                 |          |                  | Fahrgestell Geschützwagen 38 Ausf. K, Grundfahrzeug ohne Geschütz                               |      |
|             | Munitionspanzer auf Fahrgestell Sturmgeschütz 40 Ausf G    |                 |          |                  | Fahrgestell des Sturmgeschütz III Ausf. G                                                       |      |
|             | Munitionsschlepper PzKpfw IV für Gerät 040/041 Karl-Mörser |                 |          |                  | Fahrgestell des Panzerkampfwagen IV                                                             |      |
|             | Munitionsträger Hummel auf GW III/IV                       |                 |          | 157              | Fahrgestell Geschützwagen III/IV, Grundfahrzeug ohne Geschütz                                   |      |
| VK 3.02     | gepanzerter Munitionsschlepper                             |                 |          | 100              |                                                                                                 |      |

#### Bergepanzer
| Kfz.-Nr.    | Bezeichnung           | Hauptbewaffnung | Baujahre | Stückzahl gebaut | Bemerkungen                                  | Bild |
| ----------- | --------------------- | --------------- | -------- | ---------------- | -------------------------------------------- | ---- |
| Sd.Kfz. 136 | Bergepanzer 38        |                 |          |                  | Fahrgestell des Jagdpanzer 38                |      |
| Sd.Kfz. 144 | Bergepanzer III       |                 |          | 271              | Fahrgestell des Panzerkampfwagen III         |      |
|             | Bergepanzer IV        |                 |          |                  | Fahrgestell des Panzerkampfwagen IV          |      |
| Sd.Kfz. 179 | Bergepanther          |                 |          | 300              | Fahrgestell des Panzerkampfwagen V »Panther« |      |
|             | Bergetiger            |                 |          | 13               | Fahrgestell des Panzerkampfwagen VI »Tiger«  |      |
|             | Bergepanzer Tiger (P) |                 |          | 3                | Fahrgestell des VK 45.01 (P)                 |      |

#### Brückenlegepanzer
| Kfz.-Nr. | Bezeichnung                                  | Hauptbewaffnung | Baujahre | Stückzahl gebaut    | Bemerkungen                                                                | Bild |
| -------- | -------------------------------------------- | --------------- | -------- | ------------------- | -------------------------------------------------------------------------- | ---- |
|          | Brückenleger auf PzKpfw I Ausf. A            |                 |          |                     |                                                                            |      |
|          | Brückenleger auf PzKpfw I Ausf B             |                 |          |                     |                                                                            |      |
|          | Brückenleger auf PzKpfw II Ausf b            |                 |          | vermutl. 3          | weiteres improvisiertes Fahrzeug auf Basis PzKpfw II Ausf. D od. E bekannt |      |
|          | PzKpfw IV Brückenleger                       |                 | 1940     | ca. 20              | verschiedene Typen IV b und IV c                                           |      |
|          | Infanterie-Sturmsteg auf Panzer IV (BL IV s) |                 | 1940     | 4 (Erprobungsserie) |                                                                            |      |

#### Funklenkpanzer
| Kfz.-Nr.               | Bezeichnung                                                         | Hauptbewaffnung | Baujahre | Stückzahl gebaut | Bemerkungen | Bild |
| ---------------------- | ------------------------------------------------------------------- | --------------- | -------- | ---------------- | ----------- | ---- |
| Sd.Kfz. 300            | Minenräumwagen B I                                                  |                 | 1940     | 50               |             |      |
| Sd.Kfz. 300            | Minenräumwagen B II                                                 |                 | 1940     | 100              |             |      |
| Sd.Kfz. 300            | Schwimm-Minenräumwagen Ente                                         |                 |          |                  |             |      |
| Sd.Kfz. 301            | Funklenkpanzer B IV – Schwerer Ladungsträger                        |                 |          | 1178             |             |      |
| Sd.Kfz. 302/ 303a/303b | Goliath – Leichter Ladungsträger                                    |                 |          | 7579             |             |      |
| Sd.Kfz. 304            | Funklenkpanzer Springer / Gerät 680 (NSU) – Mittlerer Ladungsträger |                 |          | 45               |             |      |

#### Landkreuzer
Bei den sogenannten Landkreuzern handelte es sich um Projektstudien überschwerer Panzerfahrzeuge von geplanten 1000 bzw. 1500 Tonnen Gewicht. Die im Dezember 1942 offiziell bei Krupp in Auftrag gegebene Projektentwicklung wurde bereits Anfang 1943 aufgrund des zu erwartenden hohen Ressourcenbedarfs und fragwürdigen militärischen Nutzens wieder gestoppt.
| Kfz.-Nr. | Bezeichnung                  | Hauptbewaffnung                 | Baujahre | Stückzahl gebaut | Bemerkungen | Bild |
| -------- | ---------------------------- | ------------------------------- | -------- | ---------------- | ----------- | ---- |
| —        | Landkreuzer P-1000 »Ratte«   | 2 × 28-cm-Schnelladekanone C/28 | —        | —                | Projekt     |      |
| —        | Landkreuzer P-1500 »Monster« | 80-cm-Kanone, sog. „Dora“       | —        | —                | Projekt     |      |

## Ungepanzerte Fahrzeuge

### Halbkettenfahrzeuge
| Kfz.-Nr.     | Name                               | Baujahre              | Stückzahl insgesamt              | Basisfahrzeug                            | Bemerkung                                             |
| ------------ | ---------------------------------- | --------------------- | -------------------------------- | ---------------------------------------- | ----------------------------------------------------- |
| Sd.Kfz. 2    | Kleines Ketten-Kraftrad            | 1941–44               | 8.345 (andere Quelle: 10.500)    |                                          |                                                       |
| Sd.Kfz. 10   | Leichter Zugkraftwagen 1 t         | 1937–45               | ca. 17.500                       |                                          |                                                       |
| Sd.Kfz. 11   | Leichter Zugkraftwagen 3 t         | 1935–45               | ca. 9.000 Fahrgestelle           |                                          | Grundtypen: Artillerie-, Pionier- und Pritschenaufbau |
| Sd.Kfz. 11/1 | Nebelkraftwagen                    | April 1938–Mitte 1940 | Anteil min. 288                  |                                          |                                                       |
| Sd.Kfz. 11/1 | Selbstfahrlafette für 2-cm-Flak 38 | März 1944-April 1945  | Anteil min. 605                  | auf H kl 6 p Fahrgestell des Sd.Kfz. 251 |                                                       |
| Sd.Kfz. 11/2 | mittlerer Entgiftungskraftwagen    | 1939–März 1944        | Anteil ca. 392                   |                                          |                                                       |
| Sd.Kfz. 11/3 | mittlerer Sprühkraftwagen          | 1939–1943             | Anteil ca. 202                   |                                          |                                                       |
| Sd.Kfz. 11/4 | Nebelkraftwagen                    | 1940–Dezember 1942    | Anteil ca. 756                   |                                          |                                                       |
| Sd.Kfz. 11/5 | Schwerer Nebelwerferkraftwagen     | 1943–Januar 1944      | Anteil ca. 407                   | anstelle von 11/4 gefertigt              |                                                       |
| Sd.Kfz. 6    | Mittlerer Zugkraftwagen 5 t        | 1935–43               | ca. 3.000                        |                                          |                                                       |
| Sd.Kfz. 7    | Mittlerer Zugkraftwagen 8 t        | 1934–45               | ca. 12.000                       |                                          |                                                       |
| Sd.Kfz. 8    | Schwerer Zugkraftwagen 12 t        | 1934–44               | ca. 4.000                        |                                          |                                                       |
| Sd.Kfz. 9    | Schwerer Zugkraftwagen 18 t        | 1938–44               | ca. 2.500 (andere Quelle: 2.191) |                                          |                                                       |
| Sd.Kfz. 3    | Lastkraftwagen „Maultier“ 2 t      | 1942–44               | ca. 19.700                       |                                          |                                                       |
|              | Lastkraftwagen „Maultier“ 4,5 t    | 1943–44               | 1.480                            |                                          |                                                       |
| –            | Schwerer Wehrmacht-Schlepper       | 1943–45               | ca. 1.000                        |                                          |                                                       |

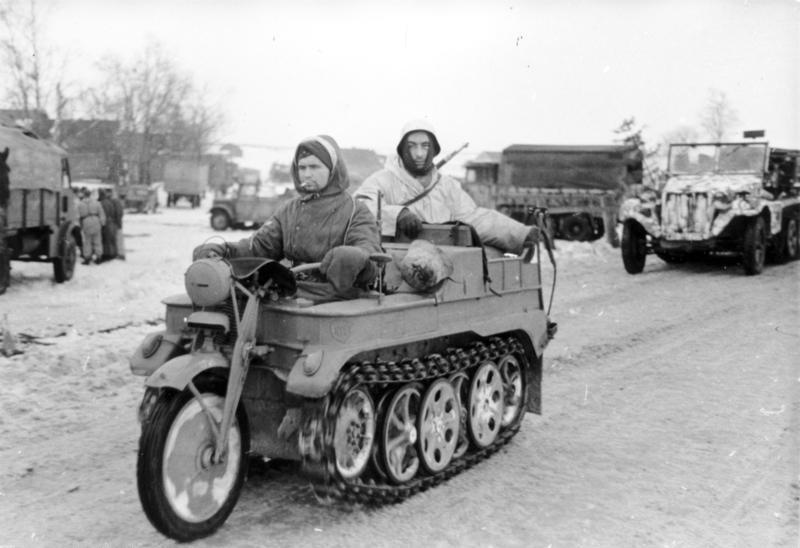
Kettenkrad
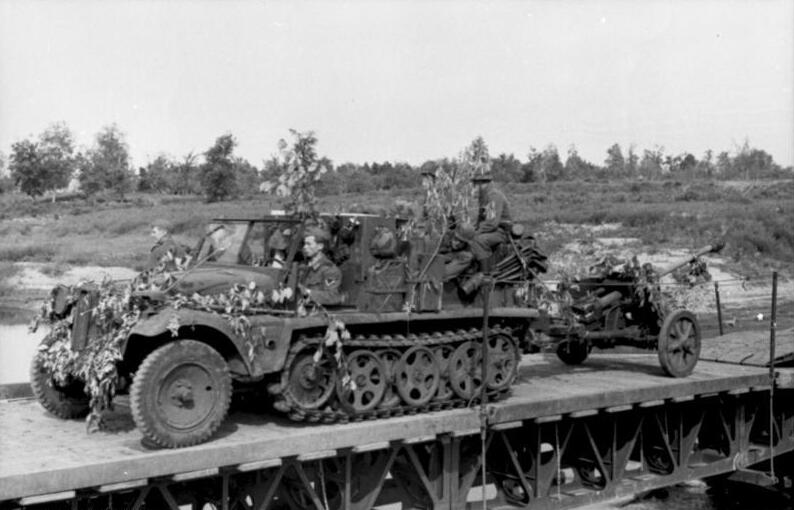
Zugkraftwagen 1 t
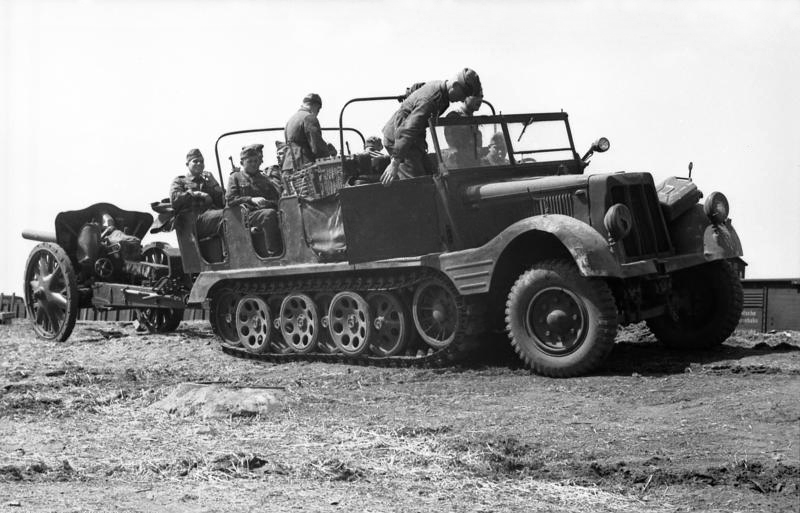
Zugkraftwagen 3 t
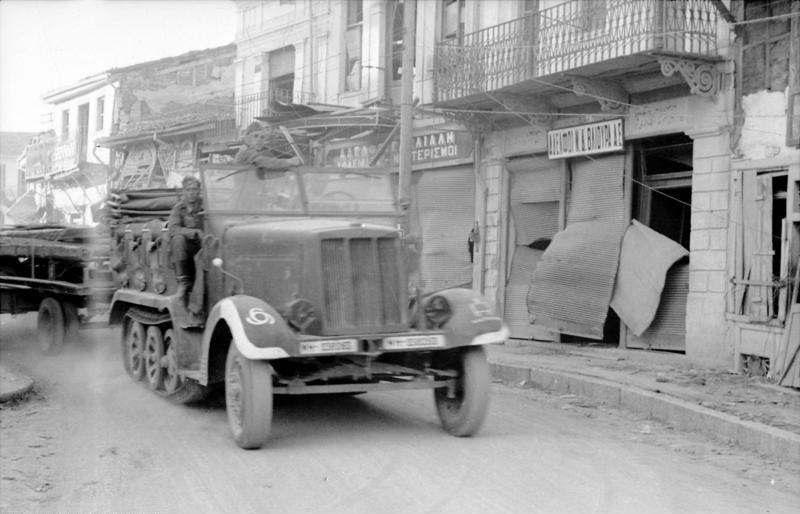
Zugkraftwagen 5 t
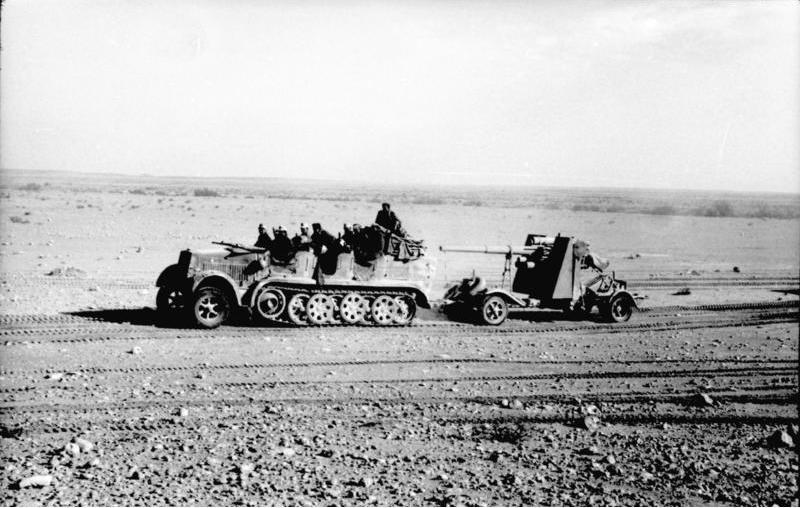
Zugkraftwagen 8 t
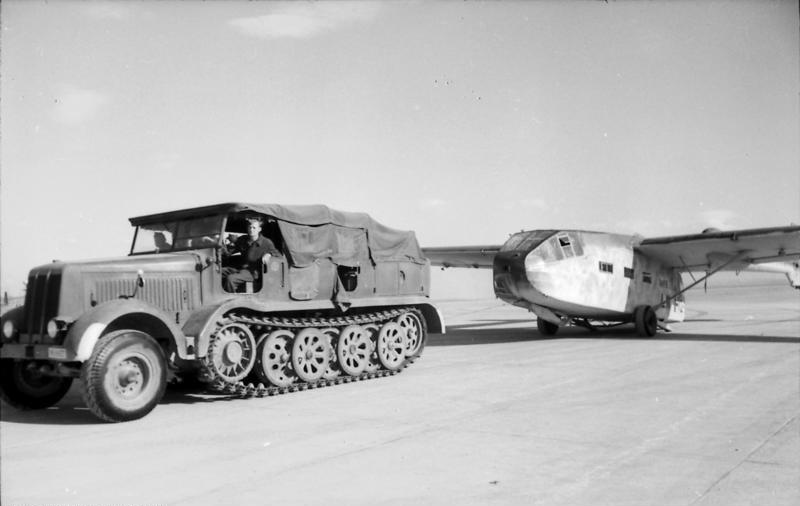
Zugkraftwagen 12 t
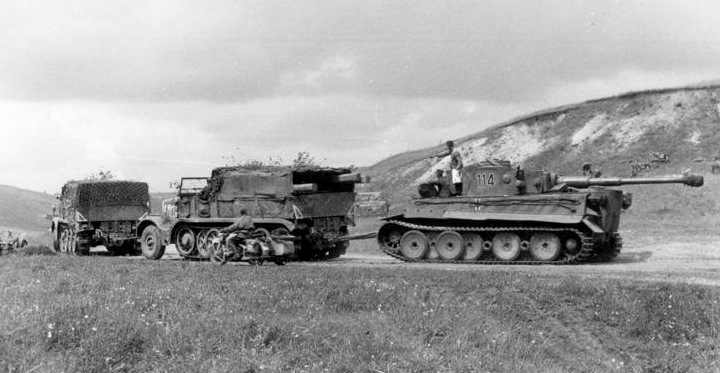
Zugkraftwagen 18 t
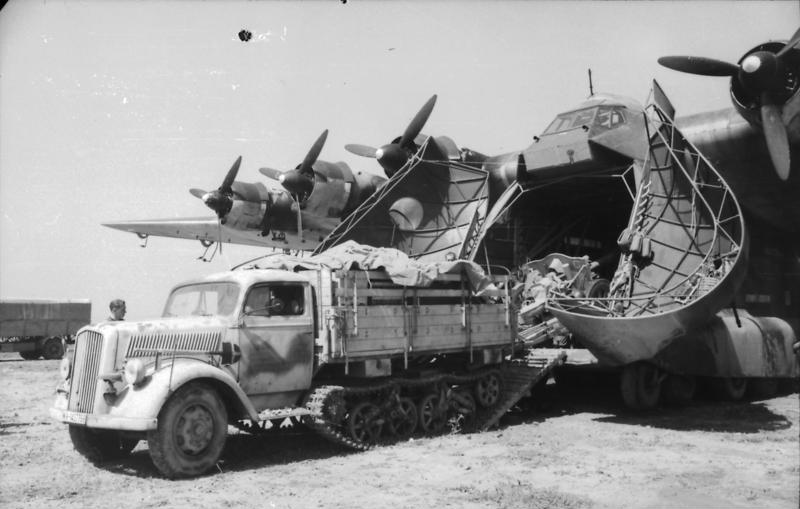
Opel Blitz „Maultier“ 2 t

### Kettenfahrzeuge
| Kfz.-Nr. | Name                | Baujahre            | Stückzahl insgesamt                | Basisfahrzeug | Bemerkung                                |
| -------- | ------------------- | ------------------- | ---------------------------------- | ------------- | ---------------------------------------- |
| –        | FAMO Boxer          | 1932–1944           |                                    |               | Leichter Raupenschlepper                 |
| –        | FAMO Riese          | 1940                |                                    |               | Schwerer Raupenschlepper/„Junkers-Raupe“ |
| –        | FAMO Rübezahl       | 1932–1944           |                                    |               | Mittlerer Raupenschlepper                |
| –        | Hanomag Raupe K 50  | 1933-Nachkriegszeit |                                    |               |                                          |
| –        | Hanomag Raupe KV 50 |                     |                                    |               |                                          |
| –        | Lanz-Bulldog        |                     |                                    |               |                                          |
| –        | Raupenschlepper Ost | 1942–45             | ca. 25.830 (andere Quelle: 28.151) |               |                                          |

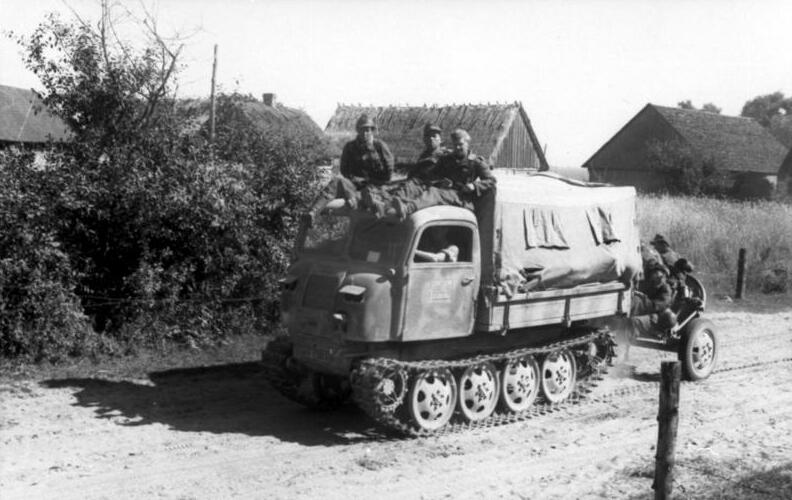
Raupenschlepper Ost

### Amphibienfahrzeuge
| Kfz.-Nr. | Name                                    | Baujahre | Stückzahl insgesamt | Basisfahrzeug | Bemerkung |
| -------- | --------------------------------------- | -------- | ------------------- | ------------- | --------- |
| –        | Land-Wasser-Schlepper Bauart Rheinstahl | 1939–40  | 21                  |               |           |
| –        | Land-Wasser-Schlepper Bauart Magirus    | ?        | 2                   |               |           |
| –        | Panzerfähre                             | ?        | ?                   |               |           |

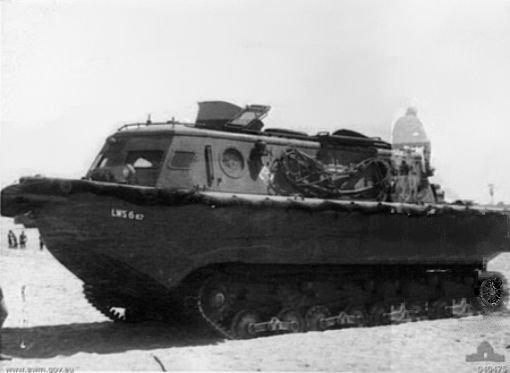
Land-Wasser-Schlepper Bauart Rheinstahl